# Glenmore (Wisconsin)
Glenmore es un pueblo ubicado en el condado de Brown en el estado estadounidense de Wisconsin. En el Censo de 2010 tenía una población de 1.135 habitantes y una densidad poblacional de 13,35 personas por km².

## Geografía
Glenmore se encuentra ubicado en las coordenadas 44°22′23″N 87°56′42″O / 44.37306, -87.94500. Según la Oficina del Censo de los Estados Unidos, Glenmore tiene una superficie total de 85.01 km², de la cual 84.95 km² corresponden a tierra firme y (0.07%) 0.06 km² es agua.

## Demografía
Según el censo de 2010, había 1.135 personas residiendo en Glenmore. La densidad de población era de 13,35 hab./km². De los 1.135 habitantes, Glenmore estaba compuesto por el 98.59% blancos, el 0% eran afroamericanos, el 0.26% eran amerindios, el 0.35% eran asiáticos, el 0% eran isleños del Pacífico, el 0.35% eran de otras razas y el 0.44% pertenecían a dos o más razas. Del total de la población el 1.41% eran hispanos o latinos de cualquier raza.